# Rofessart
Rofessart is een gehucht in de Belgische provincie Waals-Brabant. Het ligt in Limelette, deelgemeente van de stad Ottignies-Louvain-la-Neuve. 
Het gehucht ligt in het westen van de deelgemeente, meer dan twee kilometer ten noordwesten van de dorpskern van Limelette. Net ten noorden, op het grondgebied van Limal ligt het gehucht Profondsart, waarmee Rofessart tegenwoordig door lintbebouwing verbonden is.

## Geschiedenis
De Ferrariskaart uit de jaren 1770 toont hier het gehuchtje Roffe Sart.
De Atlas der Buurtwegen uit 1841 toont het gehucht Roffessart. De Vandermaelenkaart uit het midden van de 19de eeuw duidt de plaats aan als Roffe-Sart.
In de jaren 1850 werd het landelijke gebied ten oosten van Rofessart, tussen het gehucht en het dorpscentrum van Limelette, doorsneden door de spoorlijn Brussel-Namen.
In 1872 kreeg Rofessart een eigen parochie, en begon de bouw van een kerk. Een begraafplaats werd er ingewijd in 1874.

## Bezienswaardigheden
- De Sint-Jozefkerk (Église Saint-Joseph) is een eenvoudig bakstenen kerkgebouw met rondbogige vensters, van 1872.
- Het Château de Lambermont uit de eerste helft van de 19de eeuw

Deelgemeenten: Céroux-Mousty · Limelette · Ottignies

Overige plaatsen: La Baraque · Blanc Ry · Les Bruyères · Céroux · Croix · Ferrières · Franquenies · Louvain-la-Neuve · Mousty · Petit Ry · Pinchart · Rofessart · Stimont · Le Tri

Belgische gemeenten · Arrondissement Nijvel · Waals-Brabant · Wallonië